# Desballestador

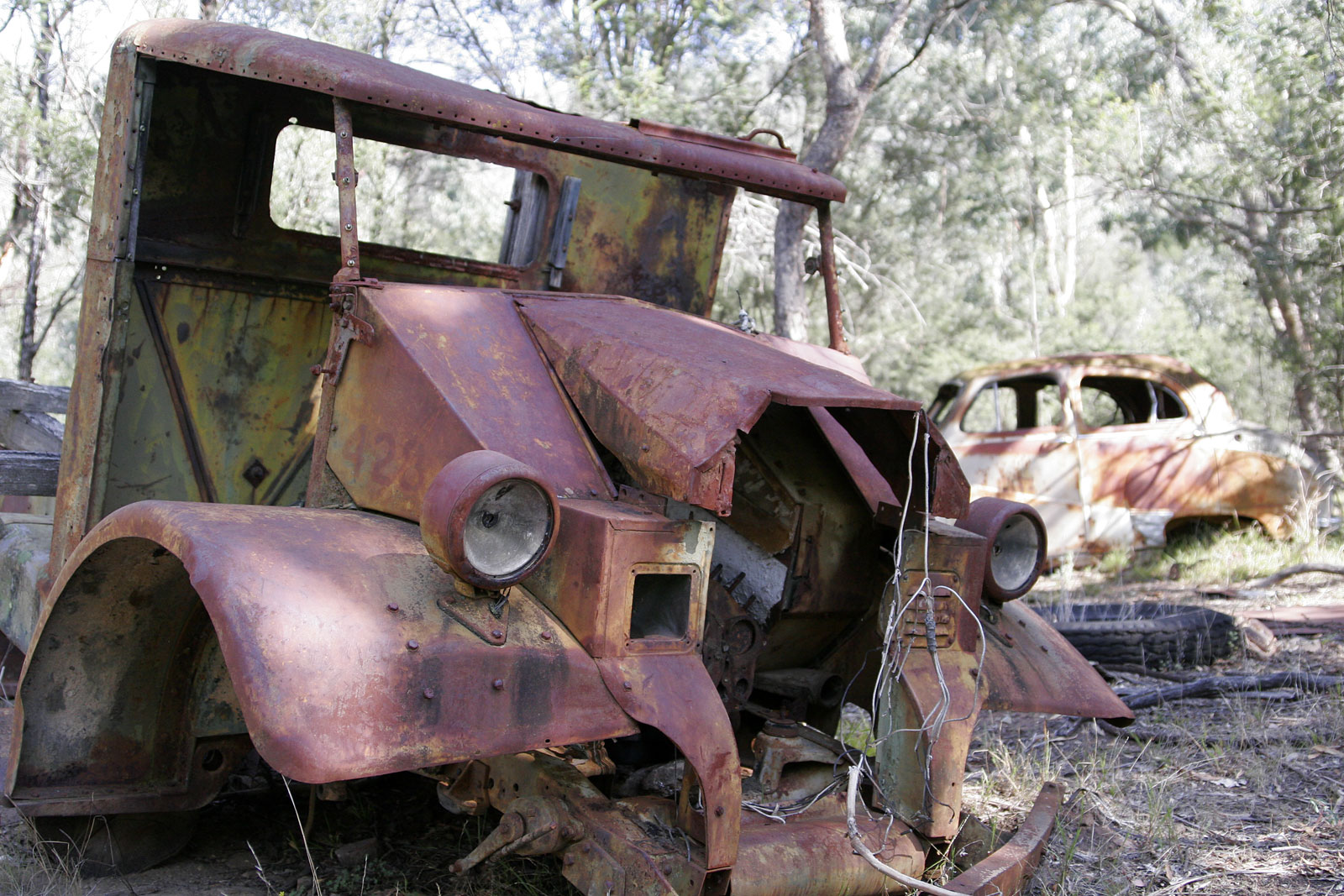
Vehicles vells oxidant-se.

Desballestador (o cementiri de cotxes), és el nom que designa tant al lloc com a l'empresa dedicats a desballestar vehicles rebutjats pels seus propietaris. La seva activitat consisteix en la reutilització d'alguns components dels vehicles, el reciclatge d'uns altres i la gestió de residus de la resta. Típicament en un desballestament es troben automòbils, però alguns poden incloure motocicletes, bicicletes, avions petits i embarcacions. Les peces funcionals d'aquests són venuts per a ser emprades en altres vehicles; mentre les parts metàl·liques inútils reben un processament inicial per vendre's com a ferralla a altres indústries de reciclatge. Els vehicles desballestats s'utilitzen també en carreres de destrucció.

## Europa

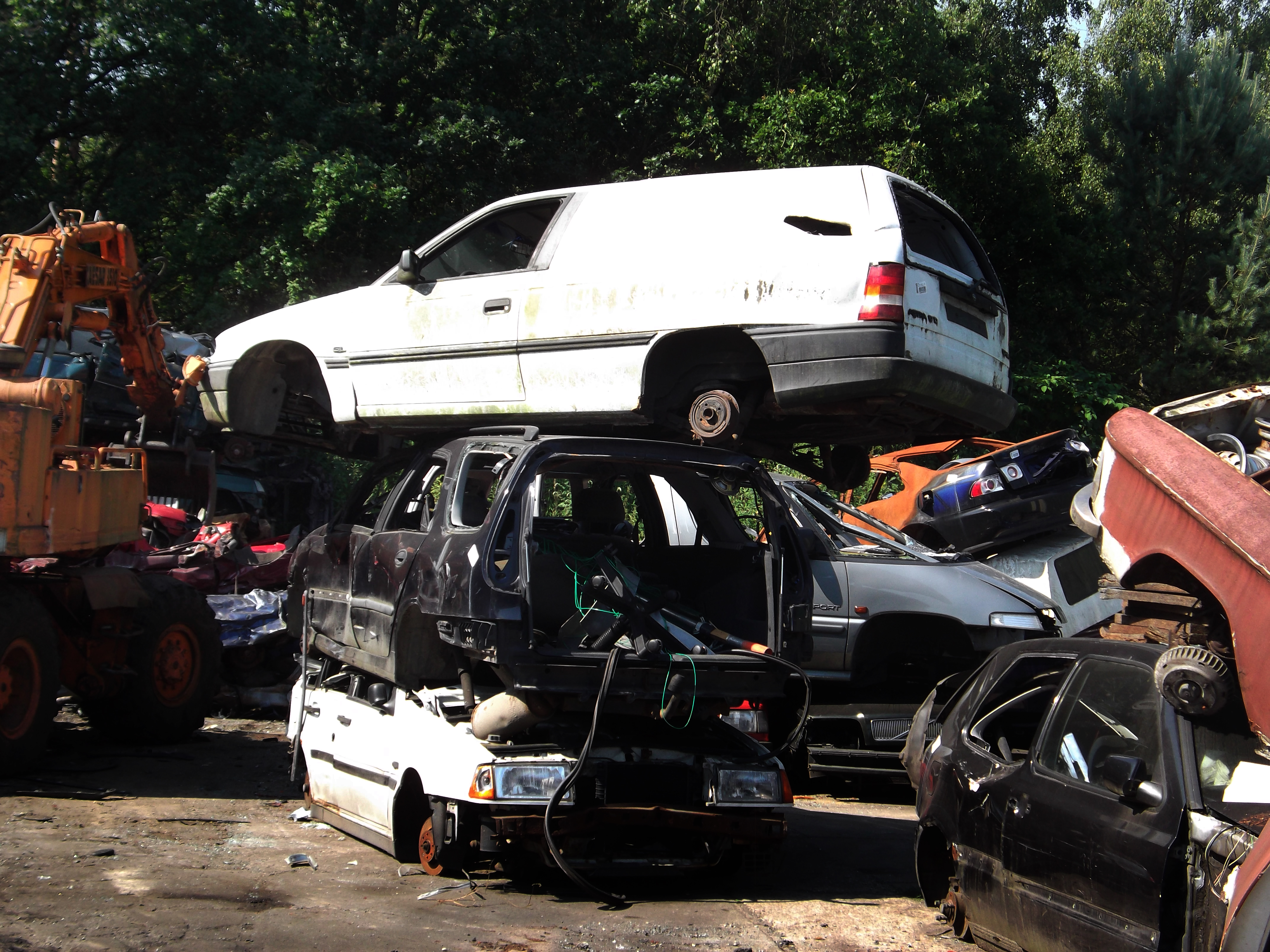
Volvo 440, Renault Laguna i Opel Astra

L'any 2000, es van desballestar 13,4 milions de vehicles a la Unió Europea (UE) i, segons Eurostat, a data de 18 d'abril de 2011, el 75% de tots els vehicles desballestats a Europa, corresponia a només cinc Estats membres de la UE: Alemanya, França, el Regne Unit, Espanya i Itàlia.

### Espanya
Històric de normatives:
.
A Espanya, es regeix pel Reial decret 20/2017 el document es pot trobar aquí BUTLLETÍ OFICIAL DE L'ESTAT BOE-A-2017-656, 20 de gener, sobre gestió de vehicles al final de la seva vida útil.
El que es pretén primordialment és responsabilitzar a fabricants i importadors de cotxes de la gestió dels vehicles transformats en ferralla, així com de la destinació dels seus residus; aquests poden convertir-se en recanvis de segona mà després de passar un procés minuciós de verificació, per poder vendre'ls en instal·lacions de desballestadors que compleixin totes les normatives.